# Verzorgingsplaats Lingehorst
Verzorgingsplaats Lingehorst is een Nederlandse verzorgingsplaats, gelegen langs de A2 Maastricht-Amsterdam tussen afritten 14 en 13 nabij Beesd, gemeente West Betuwe.
De verzorgingsplaats dankt haar naam aan riviertje de Linge dat onder andere langs Beesd kronkelt.
De verzorgingsplaats is in het begin van 2006 verplaatst, omdat de A2 tussen de knooppunten Deil en Everdingen verbreed werd naar 2x3 rijstroken. De verzorgingsplaats is zodanig verplaatst dat er ruimte beschikbaar blijft voor een vierde rijstrook, die in 2010 in gebruik is genomen. Ruim 27 jaar heeft Shell het bijgelegen tankstation in bedrijf gehad. Sinds februari 2012 is BP eigenaar van dit tankstation.
Aan de andere kant van de snelweg ligt verzorgingsplaats Bisde.
Richting Eijsden:
Haarrijn · 
IJsselstein · 
Bisde · 
De Lucht West · 
Velder · 
't Haasje · 
Roevenpeel · 
Ellerbrug · 
Het Anker · 
Vossedal · 
Knuvelkes
Richting Amsterdam:
Patiel · 
Meerssen · 
Kruisberg · 
Swentibold · 
Bosserhof ·
Meiberg · 
Groote Bleek · 
Ooiendonk · 
De Lucht Oost · 
Lingehorst · 
Jutphaas · 
Ruwiel